# Malintrat
Malintrat település Franciaországban, Puy-de-Dôme megyében. Lakosainak száma 1133 fő (2022. január 1.). Malintrat Aulnat, Gerzat, Lussat, Pont-du-Château és Saint-Beauzire községekkel határos.

## Népesség
A település népességének változása:
| Lakosok száma | 1042 | 1096 | 1147 | 1132 | 1132 | 1132 | 1134 | 1138 | 1133 |
|               | 2013 | 2015 | 2016 | 2017 | 2018 | 2019 | 2020 | 2021 | 2022 |